# Karl Anton Maerker
Karl Anton Maercker (frühere Schreibweise auch Maerker) (* 24. Mai 1803 in Aschersleben (?); † 11. März 1871 in Halberstadt) war ein preußischer Jurist und Politiker.
Maercker war der Sohn von Heinrich Gottlieb Maercker, Kaufmann und Gutsbesitzer in Aschersleben, und seiner Frau Anna Catharina, geb. Weiss. Er studierte Rechtswissenschaften und war anschließend ab 1826 Referendar in Magdeburg. Ab 1830 war er Assessor zunächst am Kammergericht in Berlin und später am Oberlandesgericht in Marienwerder. Im Jahr 1832 wurde er Justizrat am Stadtgericht in Berlin. Ab 1835 war Maercker Direktor des Stadtgerichts von Insterburg, ab 1839 auch des dortigen Landgerichts. Im Jahr 1842 wurde er Direktor des Stadt- und Landgerichtes in Calbe. Im Jahr 1844 wechselte Maercker zum Kriminalgericht in Berlin und wurde 1846 dessen Direktor. Während der Märzrevolution war er zwischen dem 25. Juni und 21. September 1848 preußischer Justizminister. Danach war er Präsident des Appellationsgerichts in Halberstadt.
Maercker und seine Familie wurden von dem Maler Adolph Menzel, einem Freund der Familie, mehrfach gezeichnet und in Öl gemalt. Einige dieser Bilder hängen in der Kunsthalle Hamburg, im Museum Oskar Reinhart (Winterthur, Schweiz) und der Museum Georg Schäfer in Schweinfurt.
Maercker war verheiratet mit Amalie Reich aus Insterburg. Sein Sohn Max Maercker (1842–1901), in Calbe (Saale) geboren, war ein bekannter Agrikulturchemiker.